# فاتنة (فلم)
فاتنة فيلم فلسطيني وهو أول فيلم رسوم متحركة فلسطيني بأحداث ووقائع درامية حقيقية، عن حياة النساء اللواتي يصبن بالمرض تحت الإحتلال الاسرائيلي، الفيلم ممول من منظمة الصحة العالمية، ويعرض بثلاثة لغات العربية والانجليزية والعبرية. من إخراج أحمد حبش والمنتج سائد أنضوني، وكان أول عرض له في مسرح وسينماتك القصبة في العام 2009.

## حول الفيلم
من خلال الرسوم المتحركة، يروي الفيلم في 30 دقيقة معاناة الشابة فاتنة التي تبلغ من العمر 28 عام وتعيش في أحد مخيمات اللاجئين في قطاع غزة. حين بدأت تشعر بالآلام في صدرها، إلى أن اكتشفت إصابتها بسرطان الثدي، لتبدأ حكاية فاتنة بطلة الفيلم فصلاً آخر من مرارة الوجع وقسوة الإغلاقات المتكررة للحدود. غير أن فاتنة تحاول إجترار الأمل في البحث عن العلاج داخل قطاع غزة، لكن تشخيصات الأطباء السطحية والمفارِقة تخيب ظنها، فبعضهم يعيد سبب الورم في صدرها إلي الـ لا شيء وأنه سيختفي في حال زواجها، وآخر يؤكد علي أن حمالة الصدرهي التي تسبب لها الألم، لتكون الإجابة في نهاية المطاف واضحة، فعلاجها غير متوفر هنا وإنما في إسرائيل. لتطرق فاتنة الباب الأخير لعلاجها، باحثة عن تصريح يمكنها من دخول إحدى المستشفيات الإسرائيلية، حيث تخضع لعملية إستئصال الثديين، بعد فشل العلاج الكيميائي. لكن التفتيش المذل على معبر إيرز في طريق العودة يفضح الوجه الآخر للعذاب بعدما يجبر الجندي الإسرائيلي فاتنة علي خلع قميصها. الفيلم ينتهي بمشهد مفتوح لإحتمال الموت عندما تطلب فاتنة من أختها بفتح النافذة، وهي مدركة بأنها علي حافة النهاية، وهو خروج موفق لتلك الدائرة التي لا تنتهي من المعاناة التي لا تقتصر على فاتنة فقط.
استغرق إنتاج الفيلم عام ونصف، وقد واجه العمل صعوبات في متابعة تفاصيل الحياة اليومية في غزة وجغرافية مناطقها المختلفة بشكل مباشر، الأمر الذي دفع المخرج بالإستعانة بمقاطع فيديو توضح طبيعة الأماكن وشكلها المرئي كالمعابر والحدود، إضافة لتصوير الحياة العادية في الشارع وتقلبات أحداثه المتعاقبة، ابتداءً من مشكلة إنقطاع التيار الكهربائي ونقص الوقود إلى تشييع الجنازات والمسيرات الشعبية المحتجة رفضاً للحصار، لتحويلها إلي مشاهد ورسوم كرتونية.

## وصلات خارجية
- مقالات تستعمل روابط فنية بلا صلة مع ويكي بيانات